# Enna carinata
Espèce
Enna carinata est une espèce d'araignées aranéomorphes de la famille des Trechaleidae.

## Distribution
Cette espèce est endémique de la province de Colón au Panama,. Elle se rencontre à Santa Rosa.

## Description
Le mâle holotype mesure 6,47 mm.

## Publication originale
- Silva & Lise, 2011 : Seven new species of Enna (Araneae: Trechaleidae) from Central and South America. Zootaxa, no 2919, p. 60-68.